# 綴り (漫画家)
綴り（つづり、12月16日 - ）は、 日本の漫画家。男性。血液型はA型。

## 経歴・特徴
『電波女と青春男』の同人誌「電波の夏 エリオの夏」や「銀河の果てのこの街で。」を出していた。サボり癖があり、口下手・不器用・ものぐさ・拗くれ者など、欠点を抱えた少女を主として描いていた。
主として、『COMICポプリクラブ』誌に作品を発表していた。

## 作品リスト

### 読み切り
- はいぱーいんどあが～る COMICポプリクラブ 2010年2月号
- INVECTIVE!!  COMICポプリクラブ 2010年5月号
- カミサマもう少しだけ!!  COMICポプリクラブ 2010年7月号
- しすた～ぱらどっくす! COMICポプリクラブ 2010年10月号
- ブルマな彼女をいぢめたい｡ マガジン･ウォー 2010年11月号
- Strange Love Game COMICポプリクラブ 2010年12月号
- 雪ん子､拾いました｡ COMICポプリクラブ 2011年4月号
- でりてん! COMICポプリクラブ 2011年5月号
- スナオナオクスリ COMICポプリクラブ 2011年8月号
- disconnect girl COMICポプリクラブ 2011年9月号
- コインランドリー奇想曲 COMICポプリクラブ 2012年10月号

### 連載
- 通称F研にようこそ! COMICすもも volume.07（漫画アクション増刊2011年9月11日号）より連載。

### 単行本
- 『little strange lovers』マックス、ポプリコミックス （2012年1月1日発行）
  - 収録作品：「しすた～ぱらどっくす！」・「はいぱーいんどあが～る」・「Strange Love Game」・「INVECTIVE!!」・「雪ん子、拾いました。」・「カミサマもう少しだけ!!」・「でりてん！」・「スナオナオクスリ」・「disconnect girl」・「主従逆転遊戯」（描き下ろし）